# Astridella
Astridella es un género de coleoptera de la familia Chrysomelidae.

## Especies
Las especies de este género son:
- Astridella cyanipennis Laboissiere, 1932
- Astridella guineensis Laboissiere, 1932